# Six Flags Discovery Kingdom

Six Flags Discovery Kingdom är en nöjespark i Vallejo, Kalifornien, USA. Parken öppnade första gången 1968, då som Marine World.